# San Isidro Tres Arroyos
San Isidro Tres Arroyos är en ort i Mexiko.   Den ligger i kommunen Santiago Choápam och delstaten Oaxaca, i den sydöstra delen av landet, 400 km sydost om huvudstaden Mexico City. San Isidro Tres Arroyos ligger 766 meter över havet och antalet invånare är 333.
Terrängen runt San Isidro Tres Arroyos är huvudsakligen kuperad, men västerut är den bergig. Runt San Isidro Tres Arroyos är det ganska glesbefolkat, med 28 invånare per kvadratkilometer. Närmaste större samhälle är Santiago Choápam, 8,5 km nordväst om San Isidro Tres Arroyos. I omgivningarna runt San Isidro Tres Arroyos växer i huvudsak städsegrön lövskog.